# 9379 Dijon
9379 Dijon eller 1993 QH3 är en asteroid i huvudbältet som upptäcktes den 18 augusti 1993 av den belgiske astronomen Eric W. Elst vid CERGA-observatoriet. Den är uppkallad efter den franska staden Dijon.
Asteroiden har en diameter på ungefär 6 kilometer och den tillhör asteroidgruppen Koronis.